# Hasee Toh Phasee
Pour plus de détails, voir Fiche technique et Distribution.
Hasee Toh Phasee (हंसी तो फंसी, littéralement: Elle sourit, elle est prise au piège !) est un film indien réalisé par Vinyl Mathew et produit par Karan Johar et Anurag Kashyap, sorti en 2014.
Cette comédie dramatique est interprétée par Parineeti Chopra, Sidharth Malhotra et Adah Sharma. Le film est sorti le 7 février 2014 et a reçu des critiques positives. Le film a été un succès commercial et a recueilli 620 millions de roupies  dans le monde.

## Synopsis
Nikhil (Siddharth Malhotra) est un homme d'affaires en difficulté dont la petite amie Karishma (Adah Sharma) est une actrice. Nikhil est un gars qui croit qu'une fois que vous vous êtes engagé à une fille, il devrait y avoir aucun égarement. Il est le jeune homme que toutes les filles aimeraient avoir. Karishma demande Nikhil de disposer de ₹50 m avant le mariage, qui est sept jours plus tard, de gagner un contrat.
Pendant ce temps, Nikhil rencontre Meeta (Parineeti Chopra), la sœur cadette de Karishma, avec qui il a eu une brève rencontre il y a sept ans. Meeta, qui est une ingénieur en physique au comportement et aux habitudes inhabituels, elle a fugué, il y a 7 ans pour aller la Chine après avoir volé l'argent de son propre père, le conduisant à avoir une crise cardiaque. Maintenant, juste une semaine avant le mariage de Nikhil et Karishma, Meeta revient pour revoir son père, mais Karishma a peur que l'apparition soudaine de sa sœur ruine leur mariage. Par conséquent, Karishma demande à Nikhil de garder Meeta loin de son père (Manoj Joshi).
Au cours de ces 7 jours Nikhil et Meeta génèrent des sentiments pour l'autre, mais Nikhil s'éloigne car il ne veut pas trahir Karishma...

## Distribution
- Siddharth Malhotra : Nikhil Bhardwaj
- Parineeti Chopra : Dr. Meeta Solanki
- Adah Sharma : Karishma Solanki
- Manoj Joshi : Meeta and Karishma's Father
- Sharat Saxena : Nikhil's Father
- Neena Kulkarni : Nikhil's Mother
- Samir Sharma : Nikhil's brother
- Anil Mange : Abhinandan
- Bobby Darling dans la chanson Drama Queen
- Sameer Khakhar
- Sunil Upadhyay : Salim

## Musique
La bande originale du film est donnée par Vishal-Shekhar, alors que les paroles sont écrites par Kumaar et Amitabh Bhattacharya. La chanson "Drama Queen", chantée par Shreya Ghoshal et Vishal Dadlani, a été lancée comme single le 23 décembre 2013. La chanson "Zehnaseeb", chantée par Chinmayi accompagnée de Shekhar Ravjiani, est sortie le 2 janvier 2014. Il y a six morceaux originaux et un remix sur l'album. La version remix de "Drama Queen" a été téléchargé plus tard comme un single sur la chaîne YouTube officielle de Dharma Productions.